# Torrent d'en Bancells
El Torrent d'en Bancells  és un afluent per la dreta de l'Aigua d'Ora que neix i realitza tot el seu curs al terme municipal de Guixers (Solsonès).

## Xarxa hidrogràfica
La xarxa hidrogràfica del Torrent d'en Bancells està integrada per un total de 10 cursos fluvials. D'aquests, 7 són subsidiaris de 1r nivell i 2 ho són de 2n nivell.
La totalitat de la xarxa suma una longitud de 4.497 m. que transcorren en la seva totalitat pel terme municipal de Guixers.